# Fort Defiance (Arizona)
Fort Defiance (en navajo: Tséhootsooí) es un lugar designado por el censo (en inglés, census-designated place, CDP) situado en el condado de Apache, Arizona, Estados Unidos. Según el censo de 2020, tiene una población de 3541 habitantes.
Es parte de la Nación Navajo.

## Geografía
La localidad está ubicada en las coordenadas 35°44′51″N 109°04′51″O / 35.74750, -109.08083 (35.747502, -109.068018). Según la Oficina del Censo, tiene una superficie de 16.60 km², correspondientes en su totalidad a tierra firme.

## Demografía
Según el censo de 2020, hay 3541 personas residiendo en la localidad. La densidad de población es de 213.31 hab./km². El 91.2% de los habitantes son amerindios, el 3.5% son blancos, el 0.4% son afroamericanos, el 1.4% son asiáticos, el 0.8% son de otras razas y el 2.7% son de una mezcla de razas. Del total de la población, el 2.2% son hispanos o latinos de cualquier raza.